# Larce
Larce (makedonska: Ларце) är en ort i Nordmakedonien. Den ligger i kommunen Želino, i den nordvästra delen av landet, 26 kilometer väster om huvudstaden Skopje. Larce ligger 579 meter över havet och antalet invånare är 1 489.